# 日本橋室町
日本橋室町（日语：／ Nihombashi-muromachi */?）是東京都中央區的地名，屬舊日本橋區。

## 地理
位於日本橋北側，位於日本橋地域西部，鄰千代田區（鍛冶町）。道路旁是辦公商區，巷道內則有許多歷史悠久的老店。目前正進行日本橋室町東地區開發。

### 河川
- 日本橋川
  - 西河岸橋
  - 日本橋
  - 江戶橋

## 歷史
江戶時代的室町是日本橋與本町二丁目之間的兩側町。
1932年（昭和7年），室町與周邊地區合併成立室町一～四丁目。1987年（昭和62年）實施新住居表示，為現行的「日本橋室町」。

### 地名由來
一說是源自京都室町，一說是此地商人眾多，土藏（室，即倉庫）林立而得名。

## 交通

### 鐵路
- 東京地下鐵三越前站（○銀座線、○半藏門線）
- JR新日本橋站（■總武快速線）

### 巴士
- 都營巴士S-1 日本橋三越前
- 都營巴士東42甲 日本橋三越前 / 室町三丁目
- Metrolink日本橋（メトロリンク日本橋） 地下鐵三越前站 / 三井記念美術館 / JR新日本橋站 / 日本橋室町一丁目

### 道路
- 江戶通
- 中央通

首都高速道路、出入口
- 首都高速都心環狀線
- 江戶橋出入口

## 設施
本町屬日本橋兜町中央警察署及日本橋消防署管轄。
- 千疋屋總本店 - 日本橋三井塔樓大廈内
- 三井住友信託資本
- 三井不動産 本社 - 三井本館内
- 東麗 本社
- 新生銀行本店金融中心 - YUITO内（本部機構在日本橋室町野村大樓）
- 三井本館
  - 三井紀念美術館 - 三井本館内
- 室町東三井大樓（COREDO室町）
- 三越 日本橋本店

## 備註
1. ↑  町丁目別世帯数男女別人口　中央区ホームページ  平成25年8月1日現在 的存檔，存档日期2013-03-12.
2. ↑  日本橋本石町・日本橋室町・日本橋本町地区　中央区ホームページ 的存檔，存档日期2013-03-12.

## 外部連結
- 日本橋本石町･日本橋室町･日本橋本町地區 町名的由來 - 中央區官方網站内
- 室町［日本橋、京橋地區］- 中央區觀光協會
- 室町、本町 - 古今、江戶日本橋 日本橋”町”物語